# 放射性廃棄物

被曝警告の標識、2007年に国際原子力機関 (IAEA) と ISOにより追加された。

放射性廃棄物（ほうしゃせいはいきぶつ、英: radioactive waste）とは、使用済みの放射性物質及び放射性物質で汚染されたもので、以後の使用の予定が無く廃棄されるものを言う。
原子力発電に代表される原子力エネルギーの利用に伴って発生し、また医療や農業、工業における放射性同位元素（RI）の利用によっても発生する。日本においては、その発生源に応じて取り扱いを規定する法律及び所管官庁が異なる。

## 概要
放射性廃棄物はその定義から放射性物質を含む、すなわち人間にとって有害な放射線を放出しておりその取り扱いには一般に注意を要する。一口に放射性物質といっても発生源及びその性質などに応じて分類され処分方法も変わってくる。
日本の国内法においては、核燃料物質であるかそれ以外の発生の放射性同位元素（radioisotope：RI）であるかの違いによってその取り扱いを規定する法律は異なる。なお、日本においては、放射性廃棄物は、廃棄物の処理及び清掃に関する法律で定義される「廃棄物」には原則として該当しない。ただし、その放射性物質を含む廃棄するものの放射能のレベルがクリアランスレベル以下または規制除外対象であるなどといった場合は、法定上は放射性廃棄物とはみなされず産業または一般廃棄物として処理される。
原子力発電所から出る放射性廃棄物の場合、原子炉から取り出した使用済み核燃料や、作業員が使用した衣服やこれの除染に用いた水など多岐に渡る。使用済み核燃料は一時保管した後、再処理工場に運ばれる。再処理工場からは、燃料棒の部品、また燃料棒のペレットに含まれる核分裂反応による生成物（核分裂生成物）や、湿式によるウラン・プルトニウムの分離抽出の過程で発生した廃液などの放射性廃棄物が発生する。発生別により、ヨウ素を閉じ込めるための廃銀吸着剤、二次廃棄物（MOX燃料施設から発生するものも含む）等の内、ウラン燃料を加工する施設から発生するウランで汚染された廃棄物は特にウラン廃棄物と呼ばれる。

## 日本における放射性廃棄物の分類

### 法令に基づいた分類
日本において放射性廃棄物は根拠法令に依って(a)核燃料廃棄物と(b)RI廃棄物の二種類に大別することができる。さらにRI廃棄物は(b-1)研究RI廃棄物と(b-2)医療RI廃棄物に分けることができる。
平成23年3月11日に発生した東京電力福島第一原子力発電所の事故を受けて放射性物質汚染対処特措法が公布および施行されることとなり、その中で(c)事故由来放射性物質に汚染された廃棄物の分類が新たに導入されることとなった。環境省によれば、指定廃棄物は2022年9月30日時点で、10都県に計40万6931トンある。
（a）核原料物質、核燃料物質及び原子炉の規制に関する法律に言う放射性廃棄物（核燃料廃棄物）
（b）それ以外の法律によって規制される放射性廃棄物（RI廃棄物）
　　（b-1）放射性同位元素等による放射線障害の防止に関する法律における研究分野からのRI廃棄物（研究RI廃棄物）
　　（b-2）医療法、薬事法、獣医療法及び臨床検査技師等に関する法律における医療分野からのRI廃棄物（医療RI廃棄物）
（c）放射性物質汚染対処特措法による事故由来放射性物質に汚染された廃棄物（指定廃棄物及び対策地域内廃棄物）

### IAEAの分類を参考にした慣習的な分類
日本において放射性廃棄物は、慣習的に、使用済み核燃料の再処理における溶解に使った硝酸を主とする廃液及びその固化体のみを指す高レベル放射性廃棄物（High Level Waste、HLW）と、それ以外のものを指す低レベル放射性廃棄物の二つに分類される。なお、低レベル放射性廃棄物は、その中でアルファ放射体を多量に含むものはアルファ廃棄物もしくはTRU廃棄物と呼ばれさらに区分される。

## 「放射性物質として扱う必要の無い物」に関する制度・概念
放射性廃棄物とは、使用済みの放射性物質及び放射性物質で汚染されたもので以後の使用の予定が無く廃棄されるものを言うが、放射線の検出は物理現象の中でも最も鋭敏に検出できるものであることから、極端なことを言えばすべての廃棄するものを放射性廃棄物とすることができる。しかし、この場合、規制の対象となるものは膨大となり、規制制度自体が機能しなくなることにつながる。
このように、放射線防護に関する規制の枠組みの中にある放射性物質であっても、その規制自体をうまく機能させるためには、その量が微量であり人の健康に対する影響が無視できる、または規制をしても効果がほとんどないなどといった場合は、それを放射性物質として扱う必要の無い物としてその規制の枠組みから外しても良いという制度や概念が必要となる。
放射性物質を含んでいて廃棄するものであっても、それら制度や概念を適用することにより条件によって放射性廃棄物として規制外となれば、例えば廃棄物処理法でいう「廃棄物」として埋設処分するなどといったことができるようになる。

### クリアランス（clearance）または規制免除（exemption）
人工放射性物質に起因する被曝線量が「自然界の放射線レベルと比較して十分小さく」また「人の健康に対するリスクが無視できるものである」ならば、規制の枠組みから外しても良いという考え方をクリアランス（clearance）と呼ぶ。また、放射性物質として扱う必要のないものを区分するレベルをクリアランスレベル（clearance level）と呼ぶ。
クリアランス制度が適用される放射性物質を含むものは、その定義より人の健康に対するリスクは無視できる程度であると言うことができる。
日本においては1997年から原子力安全委員会は、IAEAの技術文書に示されたクリアランスレベル算出の考え方に基づき、発電用原子炉（軽水炉、ガス炉、試験研究炉）などを対象として委員会報告書をとりまとめた。

### 規制除外（exclusion）
自然放射性物質による被曝のように「規制が不可能で規制のしようがない」または「規制をしても効果がほとんどない」ならば、規制の対象にしないことを規制除外（exclusion）と呼ぶ。
規制除外廃棄物は、その定義から規制の対象とはならないが、かといってクリアランス制度の対象とは限らないので人の健康に対するリスクが無視できる程度の廃棄物とは言い難い。

## 核燃料廃棄物の処理・処分
| 処分方法           | 廃棄物の例                                                               | 封入容器                                                 | 人工構造物                            | 深度      | 管理期間              |
| ------------------ | ------------------------------------------------------------------------ | -------------------------------------------------------- | ------------------------------------- | --------- | --------------------- |
| 地層処分           | 高レベル放射性廃棄物 およびTRU廃棄物                                     | ガラス固化体キャニスター                                 | 多重人工バリア 鉄筋コンクリート構造物 | 300ｍ以深 | 数万年以上            |
| 余裕深度処分       | 制御棒、炉内構造物 放射化金属および加工・再処理における プロセス廃棄物等 | 200リットルドラム缶等                                    | 鉄筋コンクリート構造物                | 50~100ｍ  | 数百年、 管理内容未定 |
| 浅地中ピット処分   | 廃液、フィルター 廃器材、消耗品等                                        | セメント等で固化した廃棄物を入れた 200リットルドラム缶等 | 鉄筋コンクリート構造物                | 十数ｍ    | 約300年               |
| 浅地中トレンチ処分 | コンクリート、金属等                                                     | 廃棄物のまま                                             | 人工構造物無し                        |           | 約50年                |

核燃料廃棄物は、便宜上その発生源に応じてさらに次のように分類される。
高レベル放射性廃棄物：使用済み核燃料の再処理における溶解に使った硝酸を主とする廃液及びその固化体。
低レベル放射性廃棄物
発電所廃棄物：原子力発電所の運転、保守、解体に伴って発生する廃棄物。
TRU廃棄物：MOX燃料加工や使用済み核燃料再処理の運転・保守の結果発生する超ウラン元素（TRU）で汚染された廃棄物。
研究所等廃棄物：発電所ではなく、大学や研究機関の研究開発活動において核燃料物質で汚染された廃棄物。
このうち、人の健康に重大な影響を及ぼすおそれがある高レベル放射性廃棄物とTRU廃棄物のうち半減期の長い放射性核種が一定量以上含まれるものは、深い地層への地層処分（第一種廃棄物埋設）が計画されている。他の、発電所廃棄物については、その特性により地表から三段階の深度による処分がされることとなっている。

### 第一種廃棄物埋設：高レベル放射性廃棄物等の処分方法
核燃料廃棄物の内、高レベル放射性廃棄物及びTRU廃棄物は地層処分されることとなっている。特定放射性廃棄物の最終処分に関する法律に基づき原子力発電環境整備機構（NUMO）が実施主体となって処分する。
高レベル放射性廃棄物の処分方法については海洋投棄、地上施設による長期保管、氷床処分、宇宙処分、地中直接注入など様々な方法が検討され一部は実施されたが、21世紀初頭においては地中埋設処分が各国で採用されている。

### 第二種廃棄物埋設：低レベル放射性廃棄物の処分方法
低レベル放射性廃棄物の処分には余裕深度処分、浅地中ピット処分、浅地中トレンチ処分の三つの処分方法がある。トレンチ処分を除く処分はいずれも遮断型処分ではあるが、人工構造物（人工バリア）による完全な放射能の遮断を管理期間中継続させることは困難である。放射能の漏洩による影響を最小限にするために場所（地質・地層、水脈など）および地中深度などが考慮され処分基準となっている。

#### 余裕深度処分
一般的であるとされる土地利用（住居などの建設）や地下利用（地上の構造物を支持する基盤の設置、地下鉄、上下水道、共同溝や地下室としての利用など）に対して十分に余裕を持った深度（地下50〜100メートル程度）に、コンクリートでトンネル型やサイロ型の人工構築物を作り、廃棄物を埋設する方法を余裕深度処分と呼ぶ。シュラウド、チャンネルボックス、使用済み制御棒など主に原子炉の廃止措置に伴って発生する放射能レベルが比較的高いものが対象となる。管理期間は数百年。処分・管理方法等については調査中である。
日本原燃は六ヶ所低レベル放射性廃棄物埋設センターにて余裕深度処分場の建設に向けた調査を行っている。

#### 浅地中ピット処分
浅い地中（地下約10メートル）にコンクリートピットなどの人工構築物を設置し廃棄物を搬入後、その構築物ごと埋設する方法を浅地中ピット処分と呼ぶ。濃縮廃液や使用済みイオン交換樹脂、可燃物を焼却した焼却灰などをセメントなどでドラム缶に固形化したものなど、主に原子力発電所から排出される放射能レベルの比較的低いものが対象となる。埋設後の管理期間は300〜400年が一つの目安とされている。
日本原燃の六ヶ所低レベル放射性廃棄物埋設センターで1992年から1号施設（覆土6m以上）、2000年から2号施設（覆土11m以上）が稼働している。また3号施設（覆土15ｍ以上）が建設中。

#### 浅地中トレンチ処分
浅い地中に素掘りの溝、つまりトレンチ（trench）を掘り、そこにそのまま（人工構築物は設けない）廃棄物を定置することにより埋設処分を行う方法（いわゆる単純な埋め立て）を浅地中トレンチ処分と呼ぶ。コンクリートや金属など、化学的、物理的に安定な性質の廃棄物のうち放射能レベルの極めて低い極低レベル放射性廃棄物が対象である。50年程度の管理期間を経たのち、一般的な土地利用が可能になる。
動力試験炉（JPDR）の解体に伴って発生した廃棄物を処分するために、日本原子力研究開発機構・東海研究開発センター原子力科学研究所・廃棄物埋設施設にて1995年より試験的に実施されている。

## RI廃棄物の処理・処分（研究施設等廃棄物の処理・処分）
原子力施設や核兵器関連施設以外にも、原子力の研究施設や大学、医療分野や民間産業分野、農業分野などでも放射性物質を使用する場合があるので、放射性廃棄物は発生する。
RI廃棄物に含まれる代表的な放射性核種は、研究RI廃棄物としては 3H、14C、32P、35S  などであり、医療RI廃棄物としては、99mTc、125I、201Tl などである。RI廃棄物（研究RI廃棄物および医療RI廃棄物）の大部分は日本アイソトープ協会が集荷し貯蔵している。RI廃棄物等の処分については、2008年に処分実施主体が日本原子力研究開発機構に決まり、法律も改正されることとなった。

## 放射性物質汚染対処特措法に規定される廃棄物等の処理・処分
東京電力福島第一原子力発電所の事故により大気中に放出された放射性物質による環境の汚染が生じることとなった。これによる人の健康または生活環境に及ぼす影響を速やかに低減するため、平成23年8月30日にいわゆる放射性物質汚染対処特措法が公布された（平成24年1月1日に全面施行）。
この特措法に基づき、事故由来放射性物質によって汚染され、又はそのおそれがある廃棄物を特定一般廃棄物、特定産業廃棄物とし、その中でも汚染状態が8,000 Bq/kg を超える廃棄物は指定廃棄物と呼ばれ環境大臣が指定を行う。指定廃棄物は各県内で分散保管されており、将来的には国の管理する長期管理施設で各県ごとに集約する予定である。廃棄物の焼却処理などにあたっての環境への影響については、1都15県のごみ焼却施設についてデータを収集・分析したりなどした上で、国立環境研究所によって確認されている。

### 関係組織・団体
- 日本原子力研究開発機構 (JAEA)
- 日本原燃 (JNFL) - 低レベル放射性廃棄物埋設センター
- 原子力環境整備促進・資金管理センター (RWMC)
- 電力中央研究所 (CRIEPI)
- 国立環境研究所
- 使用済燃料再処理機構 (NuRO)
- 国際廃炉研究開発機構 (IRID)